# Lasiodora rubitarsa
Lasiodora rubitarsa là một loài nhện trong họ Theraphosidae.
Loài này thuộc chi Lasiodora. Lasiodora rubitarsa được Carlos E. Valerio miêu tả năm 1980.